# Banu Zuhrah
Banu Zuhrah (arabe : بنو_زہرہ) est un clan de la tribu des Qurayshites, parti des Mutayyabun, (« Alliance des parfumés ». Zuhrah ibn Kilab défendit les 'Abd al Manaf dans le conflit de succession. 
Son petit-fils Wahb ibn Abd Manaf ibn Zurah fut ensuite le leader du clan. Il eut deux femmes Barrah bint Abdu’l Uzzah, l'arrière-petite-fille de Qusayy, et Rughaybah bint Zurarah b. Addas, une des femmes les plus éminentes de La Mecque.
Ayyilah bint al Muttalib était mariée à Wuhayb ibn Abd Manaf, le frère de Wahb. À la mort du leader Wahb ibn Abd Manaf, Ayyilah prend en charge ses filles Halah et  Aminah, la mère de Mahomet. Vers 570, `Abd al-Muttalib, était en recherche d'une femme pour son fils `Abdullah. Il demanda la main de Amina pour son fils. Amina et Abdullah auront pour unique enfant Mahomet. 'Abd al-Muttalib va lui épouser Halah bint Wuhayb. La veuve de Wahb, Rughaybah, épouse Qays b. Amr des Banu Adiy b. Najjar, et retourne à Yathrib, ils ont pour enfants Salmah (Umm Mundhir), et Salit.
'Abd al-Yaghuth ibn Wahb prend ensuite le leadership des Banu Zuhra. Vers 590, les Banu Zuhra rejoignent le Hilf al Fudul qui continue l'alliance des Mutayyabun. Miqdad Ibn Aswad devient mawali de al-Aswad ibn Abd al-Yaghuts en arrivant à La Mecque. Il épouse Duba'a, la fille d'Al Zubayr ibn 'Abd al-Muttalib et fait partie des tout premiers convertis à l'Islam, avec deux autres Banu Zuhra, 'Abd al-Rahman ibn 'Awf et Sa'd ibn Abi Waqqas. De par sa mère, Shurahbil ibn Hasana est aussi lié aux Banu Zuhra, et rejoint l'Islam avant l'exil en Abyssinie. 
Plus tard, vers 624, aux prémices de la bataille de Badr, Al-Akhnas ibn al-Shariq Thaqifi, le chef Banu Zuhrah, se distingua des autres clans Quraychites car, alors que la caravane d'Abu Sufyan était sous la menace imminente d'être attaquée par une petite délégation armée de Mahomet, il fut d'avis de rentrer mais il fut à ce moment peu écouté et rentra seul avec les hommes de son clan, abandonnant l’armée Qurayshite. Abu Jahl, le chef des Banu Makhzum, déclara : « Par Allah, nous ne rentrerons pas avant d’avoir été jusqu’à Badr. Nous y camperons, et nous offrirons l’hospitalité aux Arabes qui viendront chez nous. Ainsi, les Arabes nous craindront à l’avenir. » Au vu des événements ultérieurs, cette décision d’Al-Akhnas lui valut un grand prestige auprès des siens.